# دانمارک (ایندیانا)
دانمارک (به انگلیسی: Denmark) یک منطقهٔ مسکونی در ایالات متحده آمریکا است که در شهر ماریون در ایالت ایندیانا واقع شده‌است. دانمارک ۱۶۷ متر بالاتر از سطح دریا قرار دارد.